# Telsimia nitida
Espèce
Telsimia nitida est une espèce d'insectes coléoptères de la famille des Coccinellidae.